# Vulpes vulpes kenaiensis
Vulpes vulpes kenaiensis es una subespecie de  mamíferos carnívoros  de la familia Canidae.

## Distribución geográfica
Se encuentra en la Península de Kenai (Alaska, los Estados Unidos ).